# 918. grenadirski polk (Wehrmacht)
918. grenadirski polk (izvirno nemško 918. Grenadier-Regiment; kratica 918. GR) je bil pehotni polk Heera v času druge svetovne vojne.

## Zgodovina
Polk je bil ustanovljen 16. julija 1943 za potrebe 242. pehotne divizije; uničen je bil avgusta 1944 v bitki za Toulon.